# 小行星9656
小行星9656（英語：9656）是一颗围绕太阳公转的小行星。1996年2月23日，小林隆男在大泉天文台发现了此天体。
这颗小行星的绝对星等为358.92409等。